# NGC 5591-2
NGC 5591-2 (другие обозначения — UGC 9207, MCG 2-37-6, MK 809, ZWG 75.23, KCPG 424B, PGC 93125) — галактика в созвездии Волопас.
Этот объект не входит в число перечисленных в оригинальной редакции «Нового общего каталога» и был добавлен позднее.